# Kamienica przy Rynku 9 w Radomiu
Kamienica przy Rynku 9 w Radomiu – zabytkowa kamienica z XIX w., położona w Radomiu przy Rynku 9.
Kamienica została wybudowana w XIX wieku. Według informacji w gminnej ewidencji zabytków budynek może częściowo pochodzić z XVIII wieku. Obiekt wpisany jest do rejestru zabytków Narodowego Instytutu Dziedzictwa pod numerem 757 z 5.05.1972 oraz 227/A/83 z 6.09.1983. Znajduje się też w gminnej ewidencji zabytków miasta Radomia.

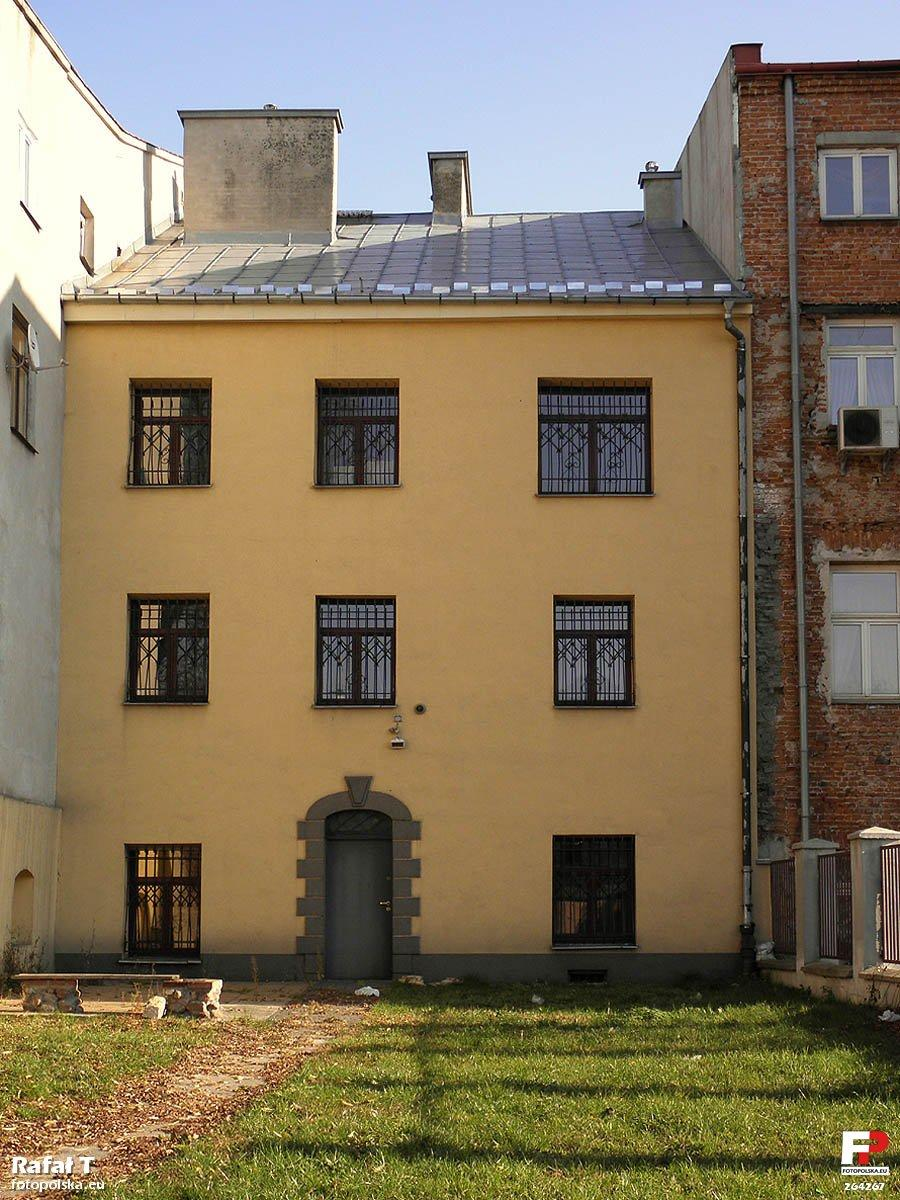
Widok od podwórka